# Вандель, Луиза
Луиза Вандель (нем. Louise Wandel; 9 июля 1892, Вена — 30 июля 1981, Майнц) — австрийско-немецкая пианистка и музыкальный педагог.

## Биография
Окончила Венскую школу для девочек (1904) и венскую Клавирную школу Хорака (1906), ученица Франца Брикселя. Затем училась у Теодора Лешетицкого.
На протяжении многих лет была дружна с композитором Хансом Галем; в 1929 г., когда Галь возглавил Майнцскую консерваторию, последовала за ним в качестве профессора фортепиано. Среди учеников Вандель был, в частности, Мартин Галлинг. В 1952 году удостоена Медали Петера Корнелиуса, вручаемой от администрации земли Рейнланд-Пфальц за заслуги в области музыки.